# Witkingierzwaluw
De witkingierzwaluw (Cypseloides cryptus) is een vogel uit de familie Apodidae (gierzwaluwen).

## Verspreiding en leefgebied
Deze soort komt voor van Belize tot Guyana, noordelijk Brazilië en zuidoostelijk Peru.

## Status
De totale populatie is in 2019 geschat op 20-50 duizend volwassen vogels. Op de Rode lijst van de IUCN heeft deze soort de status niet bedreigd.